# Préfecture de Yamagata
La préfecture de Yamagata (山形県, Yamagata-ken) est une préfecture du Japon située à l'ouest de la région du Tōhoku. La ville principale est Yamagata.

## Histoire
C'était une partie de la province de Dewa.

## Géographie
Elle est bordée des préfectures d'Akita au nord, Miyagi à l'est, Fukushima et Niigata au sud. À l'ouest se trouve la mer du Japon.
Une grande partie de la préfecture est montagneuse. À l'est, aux frontières avec Miyagi, se trouvent la montagne d'Ou et son mont Zao. À l'ouest se trouve la montagne d'Asahi, où se situent les Trois monts Dewa (出羽三山, Dewa Sanzan), Yudono, Haguro et Gassan.
Le fleuve Mogami, long de 224 kilomètres, court du mont Higashiazuma à la mer du Japon.
Toutes les communes de la préfecture ont une source thermale.

### Villes
Treize villes sont situées dans la préfecture de Yamagata :
- Higashine ;
- Kaminoyama ;
- Murayama ;
- Nagai ;
- Nan'yo ;
- Obanazawa ;
- Sagae ;
- Sakata ;
- Shinjo ;
- Tendo ;
- Tsuruoka ;
- Yamagata (capitale) ;
- Yonezawa.

### Districts, bourgs et villages
Liste des huit districts de la préfecture de Yamagata, qui comprennent dix-neuf bourgs et trois villages :
| - District d'Akumi - Yuza - District de Higashimurayama - Nakayama - Yamanobe - District de Higashiokitama - Kawanishi - Takahata - District de Higashitagawa - Mikawa - Shōnai | - District de Kitamurayama - Ōishida - District de Mogami - Funagata - Kaneyama - Mamurogawa - Mogami - village d'Ōkura - village de Sakegawa - village de Tozawa | - District de Nishimurayama - Asahi - Kahoku - Nishikawa - Ōe - District de Nishiokitama - Iide - Oguni - Shirataka |

## Économie

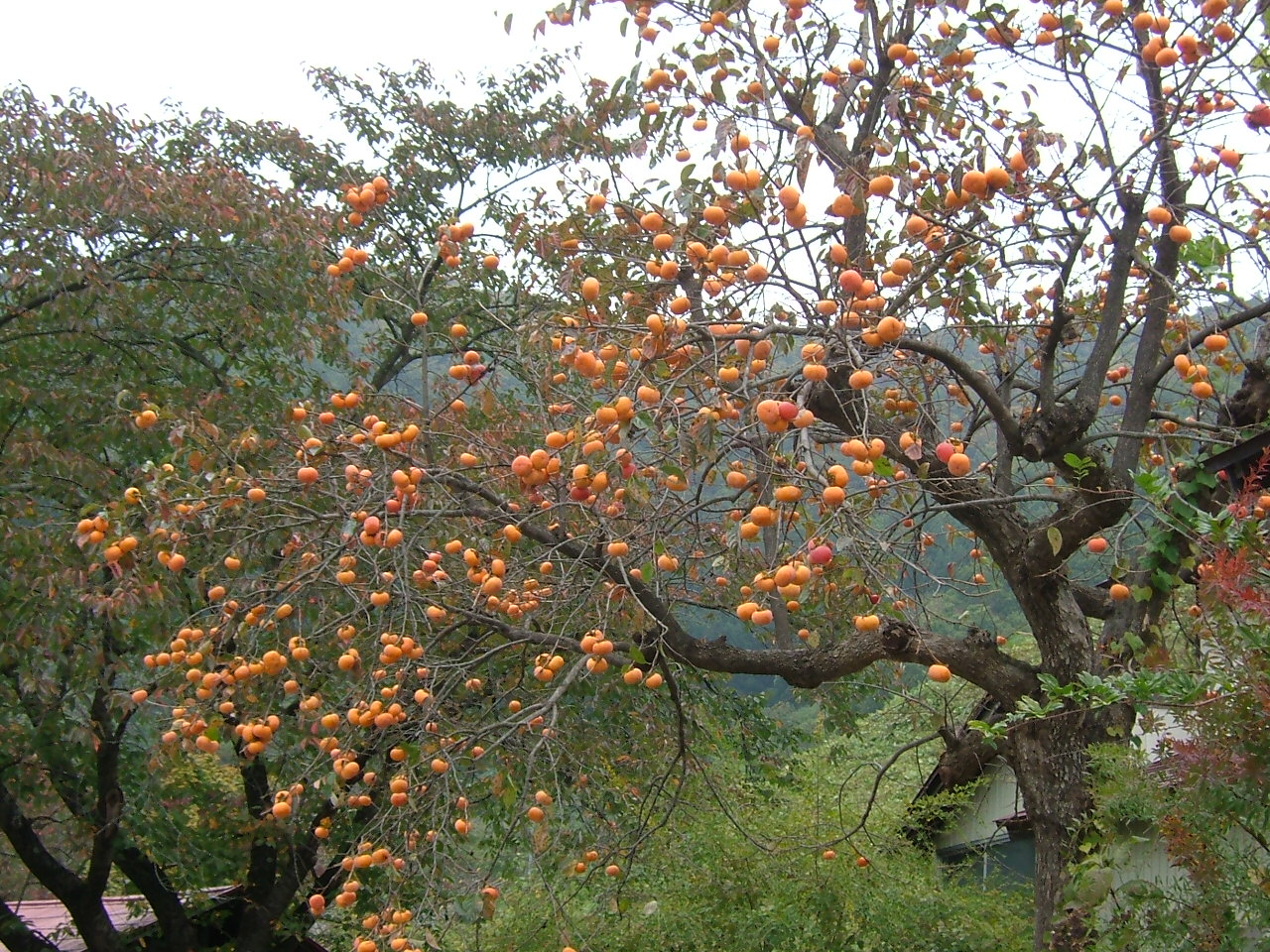
Plaqueminiers en octobre, préfecture de Yamagata.

La préfecture de Yamagata est le principal producteur de cerises et de poires du Japon. Une grande quantité d'autres sortes de fruits tels que des raisins, des pommes, des pêches, des melons, des kakis et des pastèques sont également produits dans la préfecture.
Le tourisme est également un secteur d'activité important.

## Démographie
En octobre 2004, la préfecture de Yamagata comptait 1 223 000 habitants. Ce qui représente un recul de 5,3 % par rapport à l'année précédente. Ce résultat représente le quatrième taux de dépeuplement au Japon pour une préfecture. Cette baisse est constituée d'une baisse naturelle pour 2,2 % et un net 3,1 % pour l'émigration vers d'autres préfectures, encore l'un des taux les plus élevés du Japon.
La préfecture possède également une des populations les plus âgées du Japon. En 2004, 12,8 % de la population était âgée entre 65 et 74 ans, et 12,1 % était au-dessus de 75 ans (respectivement quatrième et troisième moyenne la plus élevée du Japon). Plus de 40 % des ménages de Yamagata hébergent un ou plusieurs membres de la famille âgés de 65 ans ou plus (l'un des trois taux les plus élevés du Japon).
|  | 51 |

|  | 57 |

|  | 58 |

|  | 67 |

|  | 63 |

|  | 69 |

|  | 72 |

|  | 68 |

|  | 74 |

|  | 83 |

|  | 97 |

|  | 86 |

|  | 75 |

|  | 77 |

|  | 79 |

|  | 69 |

|  | 78 |

## Culture
La préfecture de Yamagata a beaucoup de festivals annuels et d'événements.
Le plus important est le hanagasa matsuri (花笠祭り) qui a lieu à Yamagata le premier weekend d'août, quand des milliers de personnes pratiquent la danse hanagasa au centre de la ville et attirent plus de 300 000 spectateurs.
Yamagata abrite le festival international bi-annuel du film documentaire en octobre.
En février, le festival de la lanterne à neige a lieu à Yonezawa au temple d'Uesugi. Des centaines de bougies et de lanternes éclairent le chemin dans la neige autour du temple.
Yonezawa accueille également le festival Uesugi (上杉祭り, uesugi matsuri) à la mi-printemps. Le point culminant du festival est la reconstitution de la Bataille de Kawanakajima sur les rives de la rivière Matsukawa.
La préfecture de Yamagata est également connue pour son dialecte local le Yamagata-ben, qui est parfois le sujet de plaisanteries dans d'autres régions du Japon.
Mogamigawa est l'hymne de la préfecture de Yamagata écrit par l'empereur Hirohito.

## Lieux remarquables

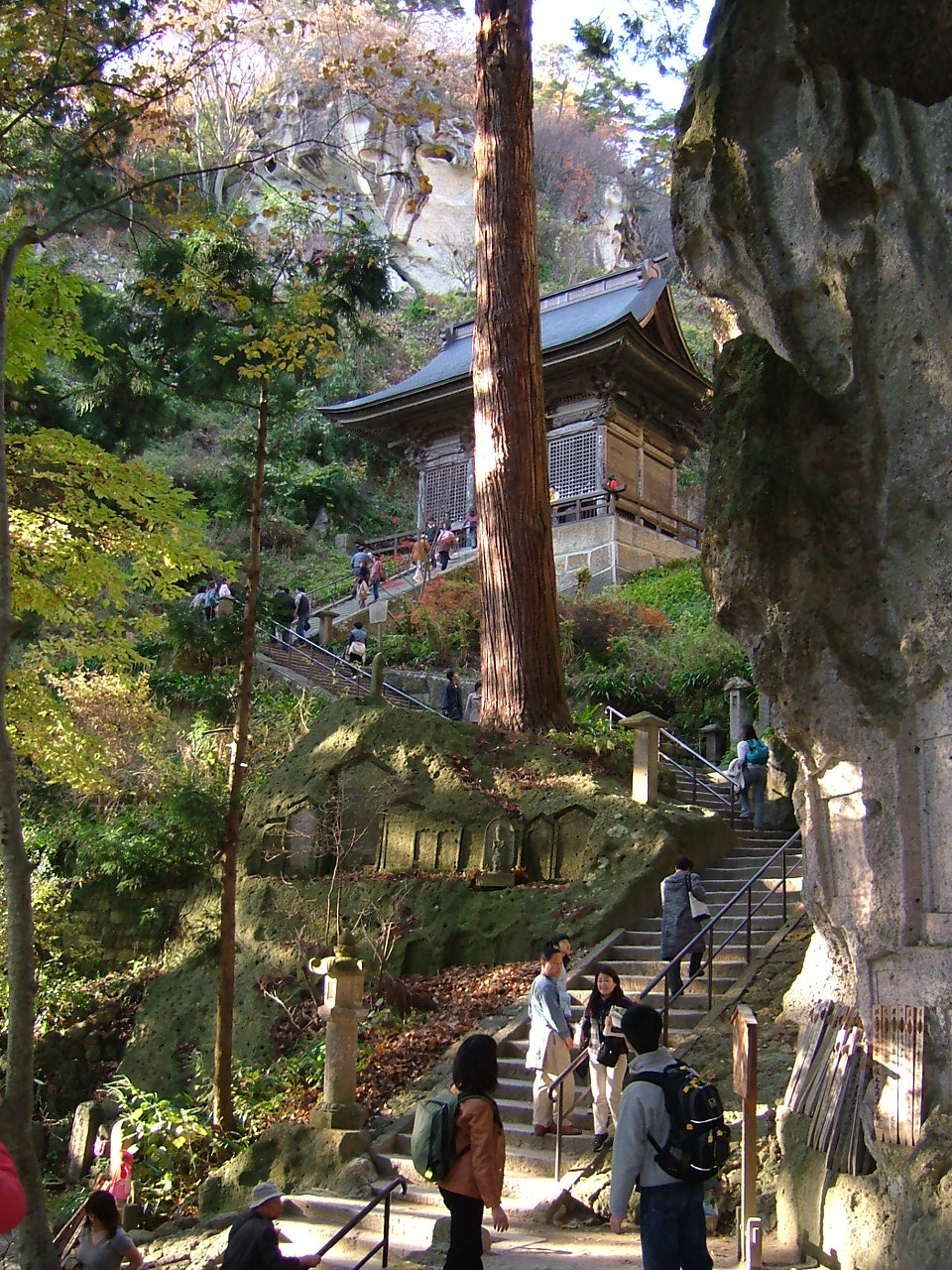
Temple de Yamadera.

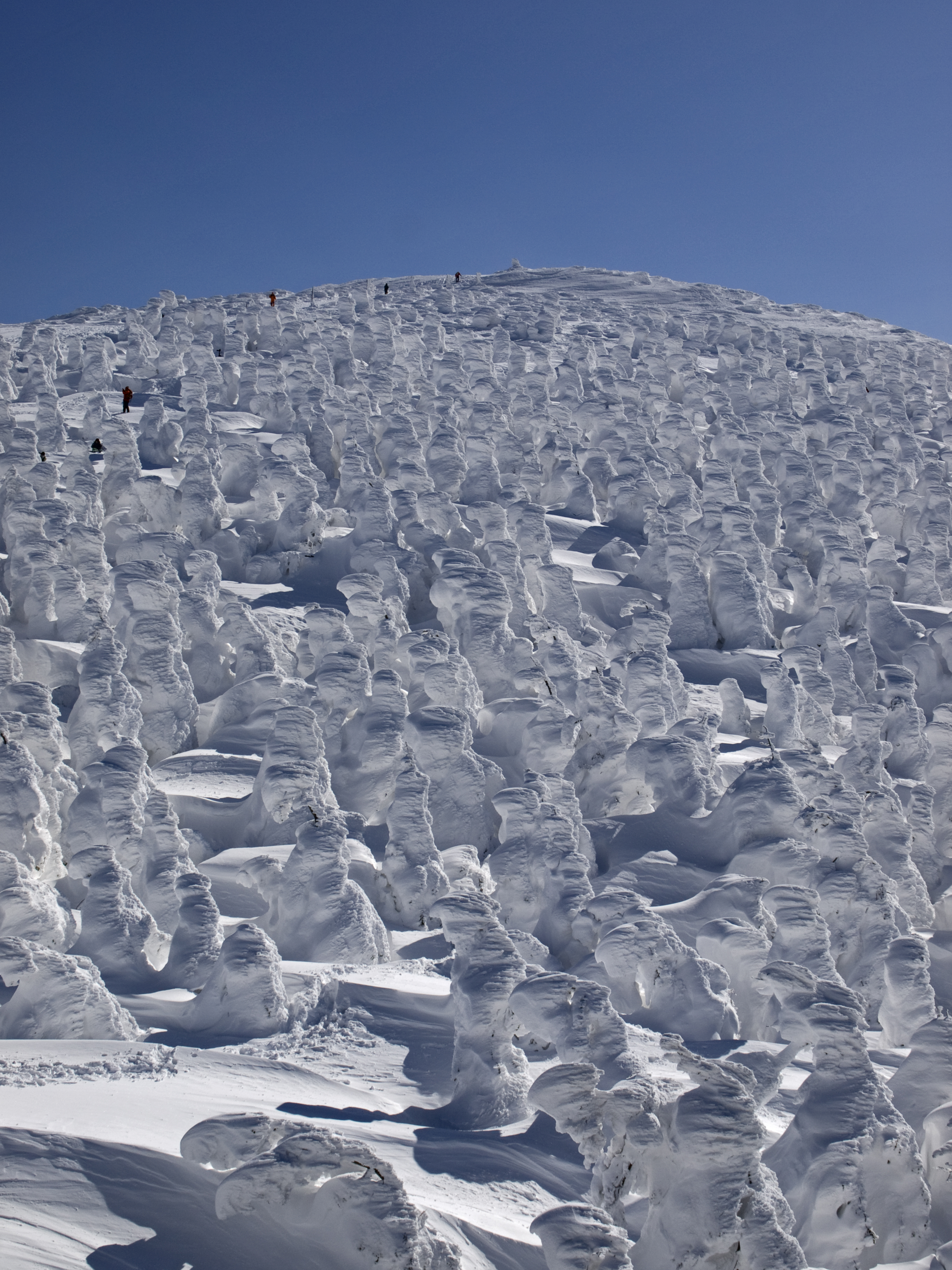
Rime de Zao (Février).

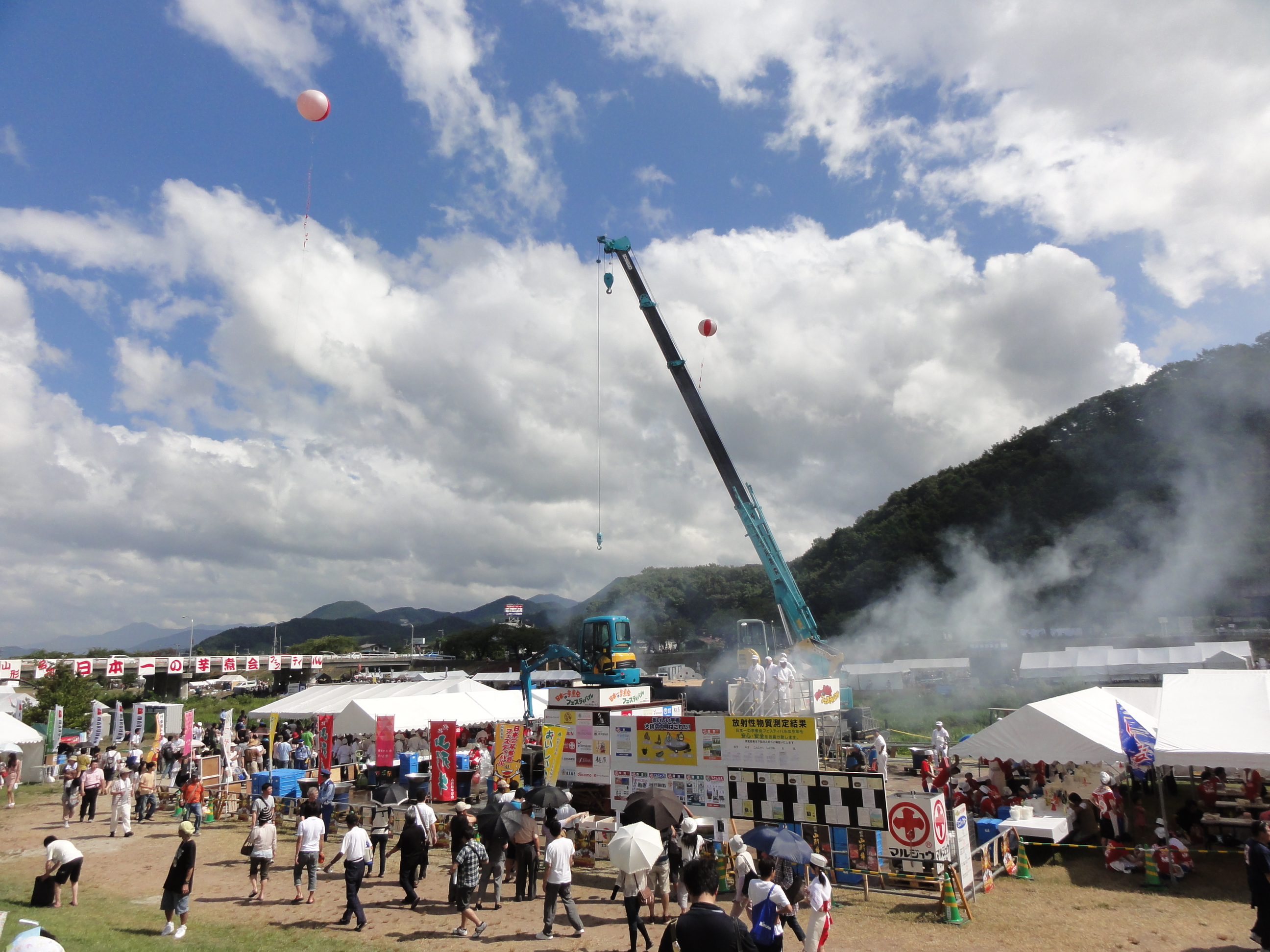
Festival Association Imoni à Yamagata en Septembre.

Le Yamadera, un temple bouddhiste découpé dans la montagne près de Yamagata, est une attraction majeure.
Les monts Dewa sont trois montagnes sacrées lieu de pèlerinage traditionnel pour les disciples  de la branche Shugendo du Shinto. Sur l'un de ces trois monts : le mont Haguro, se trouve une pagode à cinq niveaux datant de l'époque de Muromachi (1333–1573).
Le Mont Zao comprend des stations de ski. Ses arbres recouverts de neige gelée en hiver sont qualifiés de « monstres des neiges ».
Le lac du cratère Okama et le lac Goshiki, dont la couleur varie selon la luminosité ambiante, présentent des paysages naturels aux couleurs variées selon la saison.

## Municipalités jumelées
La préfecture d'Yamagata est jumelée avec les entités suivantes :
- Heilongjiang (Chine) depuis le 10 août 1993 ;
- Papouasie (province indonésienne) (Indonésie) depuis le 9 juin 1994 ;
- Colorado (États-Unis) depuis le 2 décembre 1986.

## Honneur
L'astéroïde (7039) Yamagata est nommé en son honneur.